# دوینا لوینتزا
دوینا لوینتزا (رومانیایی: Doina Levintza؛ زادهٔ ۱۰ آوریل ۱۹۳۹) طراح مد اهل رومانی است.
او طراح مد ثابت خانه سلطنتی رومانی است.
او در کارلو، پاریس، واشینگتن، نیویورک، لندرا، پراگا، ژنو، مادرید، ژاپن، چین، برلین، بروکسل و شیکاگو محصولاتی از برند تجاری خود را ارائه کرده‌است.